# Clasificación Oficial del Vino de Burdeos de 1855
Para la Exposición Universal de París de 1855, el emperador Napoleón III pidió un sistema de clasificación para los mejores vinos de Burdeos de Francia que iban a mostrarse a los visitantes de todo el mundo. El Sindicato de Comerciantes del Vino catalogó los vinos según la reputación del château y el precio de mercado, lo que en aquella época se relacionaba directamente con la calidad. El resultado fue la Clasificación oficial de vino de Burdeos de 1855.
Los vinos se catalogaron por importancia en cinco categorías: Primeros, segundos, terceros, cuartos y quintos "crus". Todos los tintos de la lista vienen de la región de Médoc salvo uno: Château Haut-Brion de Graves. Los vinos blancos, por entonces de mucha menor importancia que los tintos, se limitan a las variedades dulces de Sauternes y Barsac y se catalogaron sólo de primera y segunda cosecha.

## Cambios en la clasificación
Dentro de cada categoría, los diversos châteaux se clasificaron según la calidad y sólo dos veces desde la clasificación de 1855 se ha cambiado, primero cuando en 1856 Château Cantemerle se añadió como un quinta cosecha y, más significativamente, en 1973, cuando Château Mouton Rothschild se elevó de viñedo de segunda a primera cosecha después de décadas de intensa presión ejercitada por el poderoso Philippe de Rothschild. Un tercer, pero menos conocido "cambio" se produjo con la eliminación de Château Dubignon, una tercera cosecha en la apelación de Margaux que quedó absorbido en la finca Château Malescot St. Exupéry.

## Crítica
Como clasificación de châteaux, los auténticos viñedos propiedad de algunas bodegas se han ampliado, hundido y dividido sin nuevas clasificaciones, y considerables trozos de valiosos terroirs han cambiado de propietario.
Su defecto principal es que sólo menciona los vinos de Médoc y Sauternes, con uno de Graves, ignorando otras regiones destacadas como Saint Emilion o Pomerol. Muchos críticos de vino han señalado que la clasificación de 1855 ha quedado obsoleta y no proporciona una buena guía respecto a la calidad de los vinos que se hacen en cada bodega. Se han realizado propuestas para cambiar la clasificación, y se intentó sin éxito un cambio en el año 1960. Alexis Lichine, miembro del panel de revisión del año 1960, lanzó una campaña en defensa de cambios que duró cerca de treinta años, en el proceso publicó varias ediciones de su propia clasificación oficiosa. Otros críticos han seguido una tendencia similar, entre ellos Robert M. Parker quien publicó una lista de las mejores 100 bodegas de Burdeos en 1985 y L'histoire de la vigne & du vin (en español, "La historia de la viña y del vino") por Bernard y Henri Enjalbert en 1989, así como esfuerzos realizados por Clive Coates (MW) y David Peppercorn (MW). Al final, no han dado ningún resultado, debido al probable impacto negativo de los precios para cualquier château degradado y la influencia política del establishment de 1855.
Muchos de los mejores vinos de la denominación Médoc que no se incluyeron en la clasificación de 1855 están clasificados como Cru Bourgeois, un sistema de clasificación que se ha actualizado de manera regular desde 1932, prohibido en 2007 pero que es previsible que se reintroducirá en 2009.

## La lista de 1855

### La clasificación Médoc de 1855
En francés, Les Grands Crus classés en 1855. Châteaux se incluyen en la lista con su municipio y su AOC en paréntesis, si es diferente del municipio.

#### Primeros crus (Premierso1.erCrus)
- Château Lafite Rothschild, Municipio de Pauillac, Haut-Médoc (antiguamente Château de la Fite, Laffite, Lafitte)
- Château Latour, municipio de Pauillac, Haut-Médoc (antiguamente La Tour de Segur)
- Château Margaux, municipio de Margaux (antiguamente Château Margau)
- Château Haut-Brion, municipio de Pessac, Graves (antiguamente Château Hautbrion, Houtbrion, Ho-Bryan, Obryan, Ho Bryen)
El único Château situado en Graves en lugar de en Médoc, y por lo tanto el único Château de la lista al que se permite vender vino blanco seco con el mismo nombre y denominación que el tinto.
- Château Mouton Rothschild, municipio de Pauillac, Haut-Médoc
(reclasificado desde segunda cosecha en 1973) (antiguamente Château Branne-Mouton)

#### Segundos crus (oficialmenteSeconds Crus, a veces escrito comoDeuxièmes Crus)
- Château Rauzan-Ségla, Margaux
- Château Rauzan-Gassies, Margaux
- Château Léoville-Las Cases, St.-Julien
- Château Léoville-Poyferré, St.-Julien
- Château Léoville Barton, St.-Julien
- Château Durfort-Vivens, Margaux
- Château Gruaud-Larose, St.-Julien
- Château Lascombes, Margaux
- Château Brane-Cantenac, Cantenac-Margaux (Margaux)
- Château Pichon Longueville Baron, Pauillac (conocido normalmente como Pichon Baron)
- Château Pichon Longueville Comtesse de Lalande, Pauillac (conocido normalmente como Pichon Lalande o Pichon Comtesse)
- Château Ducru-Beaucaillou, St.-Julien
- Château Cos d'Estournel, St.-Estèphe
- Château Montrose, St.-Estèphe

#### Terceros crus(Troisièmes Crus)
- Château Kirwan, Cantenac-Margaux (Margaux)
- Château d'Issan, Cantenac-Margaux (Margaux)
- Château Lagrange, St.-Julien
- Château Langoa Barton, St.-Julien
- Château Giscours, Labarde-Margaux (Margaux)
- Château Malescot St. Exupéry, Margaux
- Château Cantenac-Brown, Cantenac-Margaux (Margaux)
- Château Boyd-Cantenac, Margaux
- Château Palmer, Cantenac-Margaux (Margaux)
- Château La Lagune, Ludon (Haut-Medoc)
- Château Desmirail, Margaux
- Château Calon-Ségur, St.-Estèphe
- Château Ferrière, Margaux
- Château Marquis d'Alesme Becker, Margaux

#### Cuartos crus(Quatrièmes Crus)
- Château Saint-Pierre, St.-Julien (antiguamente Serançan, dividido en Saint-Pierre-Bontemps y Saint-Pierre-Sevaistre)
- Château Talbot, St.-Julien
- Château Branaire-Ducru, St.-Julien
- Château Duhart-Milon-Rothschild, Pauillac
- Château Pouget, Cantenac-Margaux (Margaux)
- Château La Tour Carnet, St.-Laurent (Haut-Médoc)
- Château Lafon-Rochet, St.-Estèphe
- Château Beychevelle, St.-Julien
- Château Prieuré-Lichine, Cantenac-Margaux (Margaux) (archaically Château La Prieuré, Prieuré-Cantenac)
- Château Marquis de Terme, Margaux

#### Quintos crus(Cinquièmes Crus)
- Château Pontet-Canet, Pauillac
- Château Batailley, Pauillac
- Château Haut-Batailley, Pauillac
- Château Haut-Bages-Libéral, Pauillac
- Château Grand-Puy-Lacoste, Pauillac
- Château Grand-Puy-Ducasse, Pauillac
- Château Lynch-Bages, Pauillac
- Château Lynch-Moussas, Pauillac
- Château Dauzac, Labarde (Margaux)
- Château d'Armailhac, Pauillac (antiguamente Château Mouton-d'Armailhacq, Mouton-du-Baron Philippe)
- Château du Tertre, Arsac (Margaux)
- Château Pédesclaux, Pauillac
- Château Belgrave, St.-Laurent (Haut-Médoc)
- Château de Camensac, St.-Laurent (Haut-Médoc)
- Château Cos Labory, St.-Estèphe
- Château Clerc-Milon, Pauillac
- Château Croizet Bages, Pauillac
- Château Cantemerle, Macau (Haut-Médoc) (añadido en 1856)

## Sauternes y Barsac
Los châteaux de Barsac pueden denominarse Barsac o Sauternes.

### Primer cru superior(Premier Cru Supérieur)
- Château d'Yquem, Sauternes

### Primeros crus (Premiers Crus)
- Château La Tour Blanche, Bommes (Sauternes)
- Château Lafaurie-Peyraguey, Bommes (Sauternes)
- Château Clos Haut-Peyraguey, Bommes (Sauternes)
- Château de Rayne-Vigneau, Bommes (Sauternes)
- Château Suduiraut, Preignac (Sauternes)
- Château Coutet, Barsac
- Château Climens, Barsac
- Château Guiraud, Sauternes
- Château Rieussec, Fargues (Sauternes)
- Château Rabaud-Promis, Bommes (Sauternes)
- Château Sigalas-Rabaud, Bommes (Sauternes)

### Segundos crus(Deuxièmes Crus)
- Château de Myrat, Barsac
- Château Doisy Daëne, Barsac
- Château Doisy-Dubroca, Barsac
- Château Doisy-Védrines, Barsac
- Château d'Arche, Sauternes
- Château Filhot, Sauternes
- Château Broustet Barsac
- Château Nairac, Barsac
- Château Caillou, Barsac
- Château Suau, Barsac
- Château de Malle, Preignac (Sauternes)
- Château Romer, Fargues (Sauternes)
- Château Romer du Hayot,  Fargues (Sauternes)
- Château Lamothe, Sauternes
- Château Lamothe-Guignard, Sauternes